# Серизи (Ен)
Серизи (фр. Cerizy) насеље је и општина у североисточној Француској у региону Пикардија, у департману Ен (Пикардија) која припада префектури Сен Кентен.
По подацима из 2011. године у општини је живело 58 становника, а густина насељености је износила 14,5 становника/km². Општина се простире на површини од 4 km². Налази се на средњој надморској висини од 108 метара (максималној 123 m, а минималној 73 m).

## Демографија
| 1962. | 1968. | 1975. | 1982. | 1990. | 1999. | 2011. |
| ----- | ----- | ----- | ----- | ----- | ----- | ----- |
| 82    | 84    | 86    | 62    | 64    | 48    | 58    |

График промене броја становника у току последњих година